# Ekologiska partiet (Sverige)
Ekologiska partiet var ett svenskt politiskt parti som bildades som utbrytning ur Miljöpartiet de Gröna i samband med att Miljöpartiet skulle anta ett ekonomiskt program våren 1985. Partiledare blev Linda Lundberg. 

## Historia
Under 1984 hade miljöpartiet påbörjat arbetet med sitt första ekonomiska program. Ansvarig för programarbetet var till en början Risto Liljeqvist, som 1981 hade varit med och bildat partiet. Han var till yrket universitetslektor i kommunal ekonomi vid Högskolan i Örebro. (Han hade tidigare varit kommunalkamrer i Askers kommun och Vingåkers kommun.) Olika programgrupper tillsattes för skilda områden och Liljeqvist, som i samband med kongressen 1984 lämnat det politiska utskottet, ledde en grupp som arbetade med s.k. ekologisk ekonomi.
I gruppen ingick den norske ingenjören och alternativekonomen Eirik Myrhaug, som förespråkade ett ekonomiskt system utan ränta. Naturvetaren Staffan Delin hade kommit fram till en liknande slutsats utifrån termodynamikens entropilagar. Gruppen presenterade 1985 sina tankar i boken Ekologisk ekonomi: för ett samhälle i balans (Åsak förlag).
Under programarbetet stod det alltmer klart att skillnaden mellan Gruppen för ekologisk ekonomi och övriga programgrupper var så stor att den inte kunde överbryggas. Två olika programförslag lades därför fram för kongressen i Växjö våren 1985. När den ekologiska gruppens förslag förlorade omröstningen lämnade ett antal ledamöter kongressen och förklarade att man bildat ett nytt parti, som bättre skulle tillvarata miljöpartiets grundidé. Bland dem som lämnade miljöpartiet fanns musikläraren (Nils-) Gunnar Burlin, vars inlägg från kongressens talarstol sändes i TV:s nyheter, Risto Liljeqvist och Staffan Delin.
Till brytningen bidrog det faktum att en del miljöpartister beskyllde den ekologiska gruppen för att vara  ekofascister. Detta berodde bl.a. på att norrmannen Bertram Dybwad Brochmann blivit något av en modefilosof inom gruppen. Gruppen hämtade också inspiration från den amerikanske miljöaktivisten Jeremy Rifkin.
Ekologiska partiet slogs senare samman med Hälso- och miljöpartiet, ett parti som bildats före Miljöpartiet de gröna.
Partiet tog aldrig några kommunala mandat.
Risto Liljeqvist blev sedan vänsterpartist.

### Fotnoter
1. ↑  Handledning i kommunal ekonomi Risto Liljeqvist
2. ↑  Ekofascism - och massakern i Finland Arkiverad 28 september 2008 hämtat från the Wayback Machine. Birger Schlaugs blogg, 12 november 2007
3. ↑  Gävle Dagblad 2018-07-09